# Olympische Sommerspiele 1912/Rudern
Bei den Olympischen Sommerspielen 1912, offiziell Spiele der V. Olympiade genannt, in der schwedischen Hauptstadt Stockholm wurden vier Wettbewerbe im Rudern ausgetragen. Austragungsort war die Bucht Djurgårdsbrunnsviken. Während der Spiele wurden keine Bronzemedaillen verliehen. Später wurden vom IOC die Halbfinalisten als nachträglich zu Bronzemedaillengewinnern ernannt.

## Bilanz

### Medaillenspiegel
| Platz  | Land            | Gold | Silber | Bronze | Gesamt |
| ------ | --------------- | ---- | ------ | ------ | ------ |
| 1      | Großbritannien  | 2    | 2      | –      | 4      |
| 2      | Dänemark        | 1    | –      | 1      | 2      |
| 2      | Deutsches Reich | 1    | –      | 1      | 2      |
| 4      | Belgien         | –    | 1      | –      | 1      |
| 4      | Schweden        | –    | 1      | –      | 1      |
| 6      | Norwegen        | –    | –      | 2      | 2      |
| 7      | Kanada          | –    | –      | 1      | 1      |
| 7      | Russland        | –    | –      | 1      | 1      |
| Gesamt | Gesamt          | 4    | 4      | 6      | 14     |

### Medaillengewinner
| Disziplin                          | Gold | Silber | Bronze | Bronze |
| ---------------------------------- | --- | --- | --- | --- |
| Einer                              | William Kinnear (GBR) | Polydore Veirman (BEL) | Everard Butler (CAN) | Mart Kuusik (RUS) |
| Vierer mit Steuermann (Ausleger)   | Deutsches Reich Ludwigshafener RudervereinAlbert Arnheiter Hermann Wilker Rudolf Fickeisen Otto Fickeisen Otto Maier                                     | Großbritannien Thames Rowing ClubJulius Beresford Karl Vernon Charles Rought Bruce Logan Geoffrey Carr                                                                         | Dänemark Polyteknisk RoklubErik Bisgaard Rasmus Frandsen Mikael Simonsen Poul Thymann Ejgil Clemmensen                                                                   | Norwegen Kristiania RoklubHenry Larsen Mathias Torstensen Theodor Klem Håkon Tønsager Ejnar Tønsager                                                                     |
| Vierer mit Steuermann (Dollengigs) | Dänemark Nykjøbings paa FalsterEjler Allert Jørgen Hansen Carl Møller Carl Pedersen Poul Hartmann                                                        | Schweden Roddklubben af 1912Ture Rosvall William Bruhn-Möller Conrad Brunkman Herman Dahlbäck Leo Wilkens                                                                      | Norwegen Ormsund RoklubClaus Høyer Reidar Holter Magnus Herseth Frithjof Olstad Olav Bjørnstad                                                                           | Norwegen Ormsund RoklubClaus Høyer Reidar Holter Magnus Herseth Frithjof Olstad Olav Bjørnstad                                                                           |
| Achter                             | Großbritannien Leander ClubEdgar Burgess Sidney Swann Leslie Wormwald Ewart Horsfall James Gillan Arthur Garton Alister Kirby Philip Fleming Henry Wells | Großbritannien New College, OxfordWilliam Fison William Parker Thomas Gillespie Beaufort Burdekin Frederick Pitman Arthur Wiggins Charles Littlejohn Robert Bourne John Walker | Deutsches Reich Berliner Ruderverein von 1876Otto Liebing Max Bröske Max Vetter Willi Bartholomae Fritz Bartholomae Werner Dehn Rudolf Reichelt Hans Matthiae Kurt Runge | Deutsches Reich Berliner Ruderverein von 1876Otto Liebing Max Bröske Max Vetter Willi Bartholomae Fritz Bartholomae Werner Dehn Rudolf Reichelt Hans Matthiae Kurt Runge |

## Ergebnisse

### Einer
| Platz | Land | Athlet           | Zeit (min) |
| ----- | ---- | ---------------- | ---------- |
| 1     | GBR  | William Kinnear  | 7:47,6     |
| 2     | BEL  | Polydore Veirman | 7:56,0     |
| 3     | CAN  | Everard Butler   | k. A.      |
| 3     | RUS  | Mart Kuusik      | k. A.      |

### Vierer mit Steuermann (Ausleger)
| Platz | Land | Athleten | Zeit (min)      |
| ----- | ---- | --- | --------------- |
| 1     | GER  | Ludwigshafener Ruderverein Albert Arnheiter, Hermann Wilker, Rudolf Fickeisen, Otto Fickeisen, Otto Maier     | 6:59,4          |
| 2     | GBR  | Thames Rowing Club Julius Beresford, Karl Vernon, Charles Rought, Bruce Logan, Geoffrey Carr                  | 2 Längen zurück |
| 3     | DEN  | Polyteknisk Roklub Erik Bisgaard, Rasmus Frandsen, Mikael Simonsen, Poul Thymann, Ejgil Clemmensen            | k. A.           |

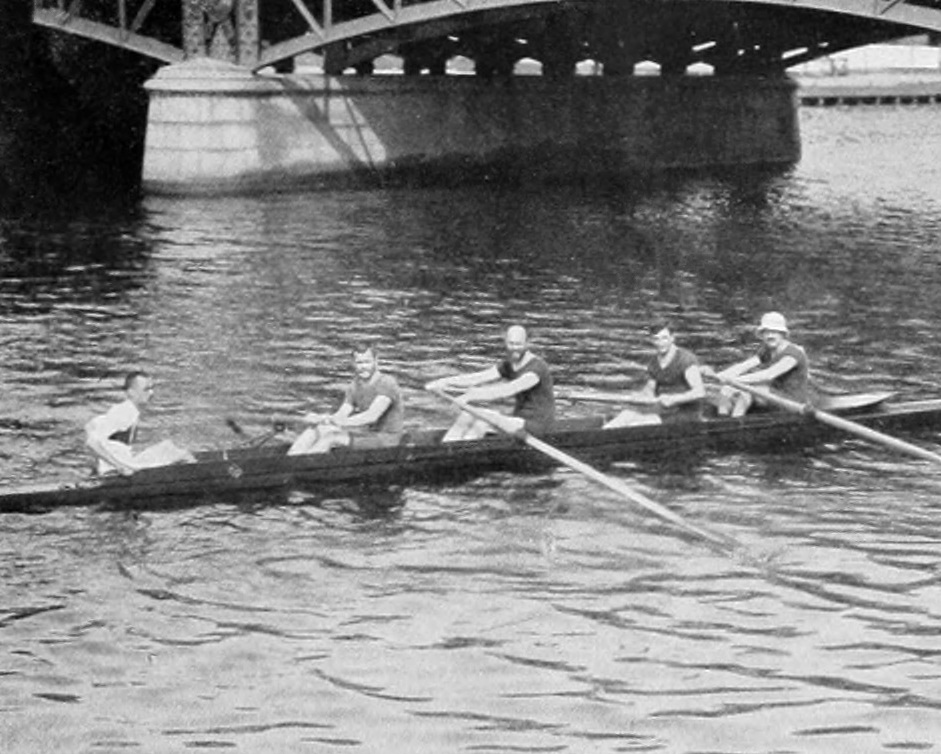
Der deutsche Vierer in Stockholm

| 3     | NOR  | Kristiania Roklub Henry Larsen, Mathias Torstensen, Theodor Klem, Håkon Tønsager, Ejnar Tønsager (Steuermann) | k. A.           |

### Vierer mit Steuermann (Dollengigs)

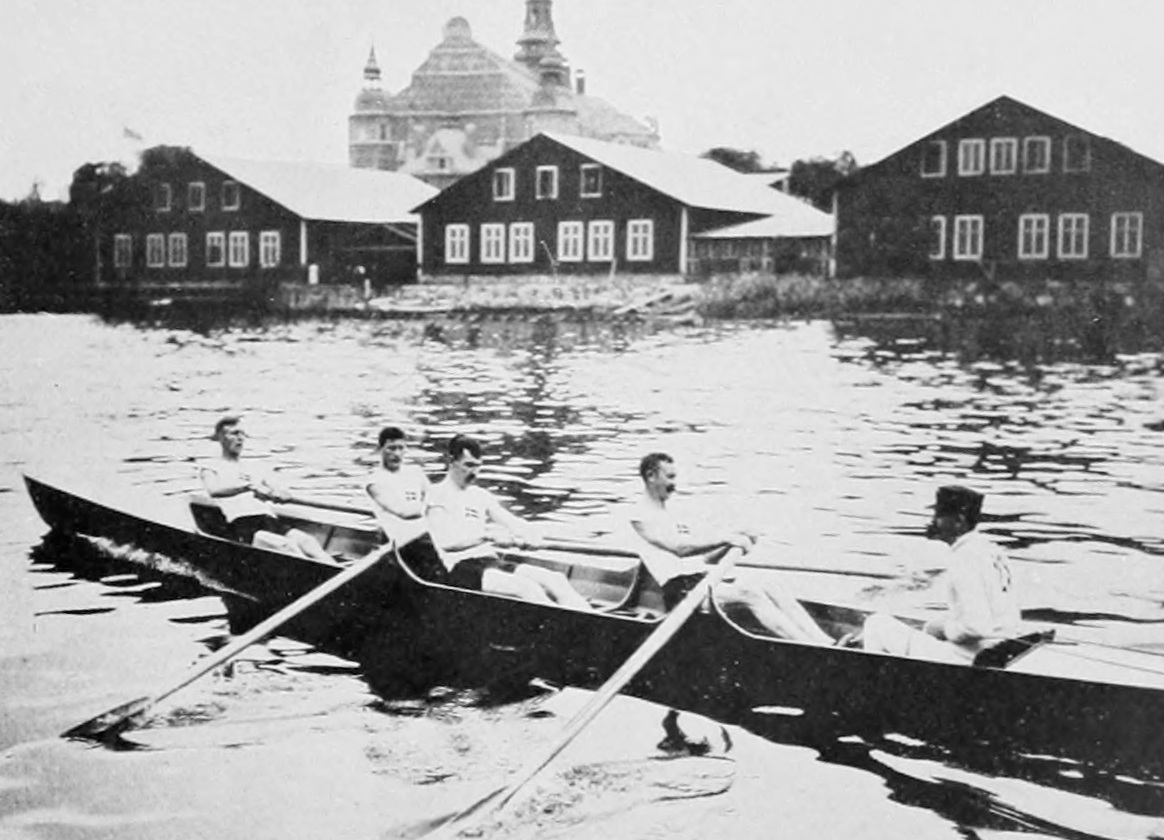
Der dänische Vierer

| Platz | Land | Athleten                                                                                              | Zeit (min) |
| ----- | ---- | --- | ---------- |
| 1     | DEN  | Nykjøbings paa Falster Ejler Allert, Jørgen Hansen, Carl Møller, Carl Pedersen, Poul Hartmann         | 7:47,0     |
| 2     | SWE  | Roddklubben af 1912 Ture Rosvall, William Bruhn-Möller, Conrad Brunkman, Herman Dahlbäck, Leo Wilkens | 7:56,2     |
| 3     | NOR  | Ormsund Roklub Claus Høyer, Reidar Holter, Magnus Herseth, Frithjof Olstad, Olav Bjørnstad            | k. A.      |

### Achter

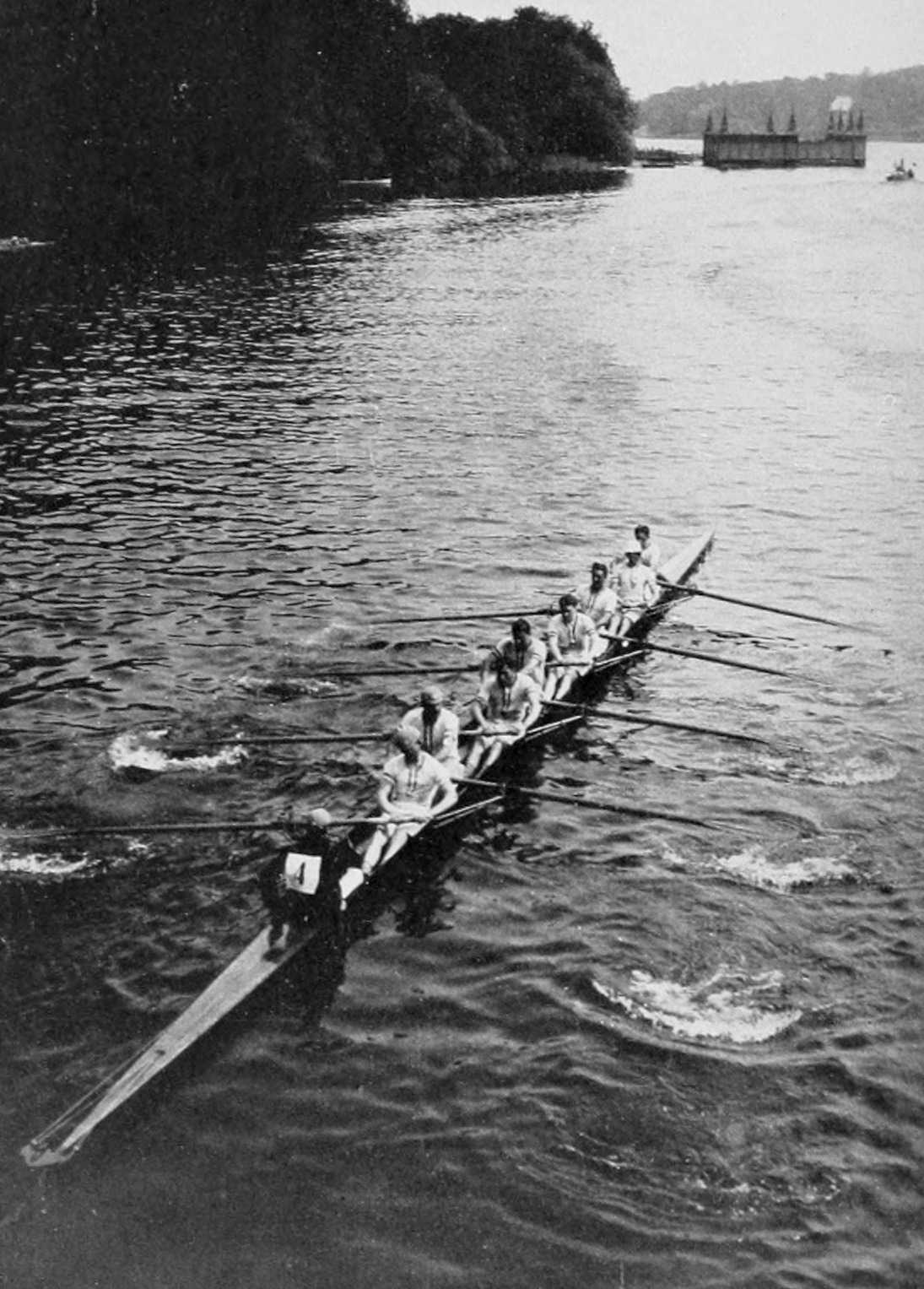
Der Achter des Leander Clubs 1912

| Platz | Land | Athleten | Zeit (min) |
| ----- | ---- | --- | ---------- |
| 1     | GBR  | Leander Club Edgar Burgess, Sidney Swann, Leslie Wormwald, Ewart Horsfall, James Gillan, Arthur Garton, Alister Kirby, Philip Fleming, Henry Wells                       | 6:15,0     |
| 2     | GBR  | New College, Oxford William Fison, William Parker, Thomas Gillespie, Beaufort Burdekin, Frederick Pitman, Arthur Wiggins, Charles Littlejohn, Robert Bourne, John Walker | 6:19,0     |
| 3     | GER  | Berliner Ruderverein von 1876 Otto Liebing, Max Bröske, Max Vetter, Willi Bartholomae, Fritz Bartholomae, Werner Dehn, Rudolf Reichelt, Hans Matthiae, Kurt Runge        | k. A.      |